# Luciano Spinosi
Luciano Spinosi (* 9. května 1950 Řím) je bývalý italský fotbalový obránce a trenér.
S fotbalem začínal v menším klubu v Římě, který měl název Tevere. V roce 1967 odešel do slavnějšího AS Řím. V sezoně 1968/69 získal s klubem italský pohár. V roce 1970 přestoupil společně s Capellem a Landinim do Juventusu. Za Bianconeri hrál osm sezon a získal s ní pět titulů (1971/72, 1972/73, 1974/75, 1976/77, 1977/78) a jedno vítězství v poháru UEFA (1976/77). Od roku 1978 byl hráčem opět Říma se kterým vyhrál ještě dvě vítězství v italském poháru (1979/80, 1980/81). Po čtyřech sezonách odešel v roce 1982 do Verony, kde hrál jeden rok a poté odešel do Milána, aby pak v roce 1985 skončil s kariérou v Ceseně.
Po fotbalové kariéře se stal trenérem. Nejprve trénoval deset let mládež. V sezoně 1988/89 nahradil na čtyři utkání nemocného Liedholma. V roce 1994 vedl druholigovou Lecce, ale kvůli špatným výsledkům byl po 11 zápasech odvolán. Poté ještě trénoval Ternanu. V roce 1996 byl asistentem v Sampdorii a o rok později byl asistentem v Laziu až do roku 2004. Poslední angažmá měl v roce 2007, když byl v Livornu.

## Hráčská statistika
| Sezóna  | Klub     | Liga    | Liga   | Liga       | Ligové poháry | Ligové poháry | Ligové poháry | Kontinentální poháry | Kontinentální poháry | Kontinentální poháry | Celkem | Celkem |
| Sezóna  | Klub     | Soutěž  | Zápasy | Obdr. Góly | Soutěž        | Zápasy        | Góly          | Soutěž               | Zápasy               | Góly                 | Zápasy | Góly   |
| ------- | -------- | ------- | ------ | ---------- | ------------- | ------------- | ------------- | -------------------- | -------------------- | -------------------- | ------ | ------ |
| 1967/68 | Řím      | Serie A | 1      | 0          | -             | 0             | 0             | -                    | 0                    | 0                    | 1      | 0      |
| 1968/69 | Řím      | Serie A | 12     | 1          | IP            | 5             | 0             | -                    | 0                    | 0                    | 17     | 1      |
| 1969/70 | Řím      | Serie A | 25     | 3          | IP            | 4             | 0             | PVP                  | 8                    | 0                    | 37     | 3      |
| 1970/71 | Juventus | Serie A | 28     | 0          | IP            | 2             | 0             | Vel.P                | 12                   | 0                    | 42     | 0      |
| 1971/72 | Juventus | Serie A | 30     | 1          | IP            | 9             | 1             | UEFA                 | 8                    | 0                    | 47     | 2      |
| 1972/73 | Juventus | Serie A | 25     | 0          | IP            | 7             | 0             | PMEZ                 | 8                    | 0                    | 40     | 0      |
| 1973/74 | Juventus | Serie A | 29     | 0          | IP            | 9             | 1             | PMEZ+Int.P           | 2+1                  | 0                    | 41     | 1      |
| 1974/75 | Juventus | Serie A | 7      | 0          | IP            | 8             | 0             | UEFA                 | 5                    | 0                    | 20     | 0      |
| 1975/76 | Juventus | Serie A | 6      | 0          | IP            | 3             | 0             | PMEZ                 | 1                    | 0                    | 10     | 0      |
| 1976/77 | Juventus | Serie A | 7      | 0          | IP            | 6             | 0             | UEFA                 | 7                    | 0                    | 20     | 0      |
| 1977/78 | Juventus | Serie A | 5      | 0          | IP            | 10            | 1             | PMEZ                 | 5                    | 0                    | 20     | 1      |
| 1978/79 | Řím      | Serie A | 21     | 0          | IP            | 4             | 0             | -                    | 0                    | 0                    | 25     | 0      |
| 1979/80 | Řím      | Serie A | 9      | 0          | IP            | 2             | 0             | -                    | 0                    | 0                    | 11     | 0      |
| 1980/81 | Řím      | Serie A | 29     | 0          | IP            | 0             | 0             | PVP                  | 2                    | 0                    | 31     | 0      |
| 1981/82 | Řím      | Serie A | 18     | 1          | IP            | 2             | 0             | PVP                  | 2                    | 1                    | 22     | 2      |
| 1982/83 | Verona   | Serie A | 30     | 0          | IP            | 6             | 0             | Stř.P                | 4                    | 2                    | 40     | 2      |
| 1983/84 | Milán    | Serie A | 18     | 0          | IP            | 6             | 0             | -                    | 0                    | 0                    | 24     | 0      |
| 1984/85 | Cesena   | Serie B | 22     | 0          | IP            | 5             | 0             | -                    | 0                    | 0                    | 27     | 0      |
| Celkově | Celkově  | Celkově | 322    | 6          | -             | 88            | 3             | -                    | 59                   | 3                    | 475    | 12     |

## Reprezentační kariéra
Za reprezentaci odehrál 19 utkání. První utkání odehrál 9. června 1971 proti Švédsku (0:0). Byl na MS 1974, kde odehrál tři utkání.

### Statistika na velkých turnajích
| Reprezentace | Rok     | Zápasy             | Zápasy | Zápasy    | Zápasy           | Zápasy           | Zápasy   |
| Reprezentace | Rok     | Fáze turnaje       | Datum  | Soupeř    | Odehraných minut | Vstřelené branky | Výsledek |
| ------------ | ------- | ------------------ | ------ | --------- | ---------------- | ---------------- | -------- |
| Itálie       | MS 1974 | 1 zápas ve skupině | 15. 6. | Haiti     | 90               | 0                | 3:1      |
| Itálie       | MS 1974 | 2 zápas ve skupině | 19. 6. | Argentina | 90               | 0                | 1:1      |
| Itálie       | MS 1974 | 3 zápas ve skupině | 23. 6. | Polsko    | 90               | 0                | 1:2      |

## Hráčské úspěchy

### Klubové
- 5× vítěz italské ligy (1971/72, 1972/73, 1974/75, 1976/77, 1977/78)
- 3× vítěz italského poháru (1968/69, 1979/80, 1980/81)
- 1× vítěz poháru UEFA (1976/77)

### Reprezentační
- 1× na MS (1974)